# 플레이온챌린지
《플레이온챌린지》는 2020년 11월 26일부터 2021년 1월 22일까지 유튜브 Google Play Korea 채널에서 방송된 종합 모바일 게임 서바이벌 프로그램이다. 게임 크리에이터 10명이 참여하며, 우승자는 구글플레이로부터 광고 제작 및 지원을 받게 된다.

## 캣점프
제일 높게 올라간 사람은 코치 선정 우선권과 마스터 레슨권을 획득한다.
| 이름       | 기록 |
| ---------- | ---- |
| 하창봉     | 80m  |
| 홀릿       | 38m  |
| 이녕       | 10m  |
| 뽀글이     | 15m  |
| 더빙레이디 | 70m  |
| 지라라     | 60m  |
| 쌈밥       | 55m  |
| 도읍지     | 32m  |
| 세모덕     | 400m |
| 성시훈     | 188m |

## 와일드 리프트

### 팀 선정
| 테스터훈(오목두목) (승) | 양띵(챌린저스) (패) |
| ----------------------- | ------------------- |
| 뽀글이                  | 도읍지              |
| 세모덕                  | 더빙레이디          |
| 홀릿 (MVP)              | 성시훈              |
| 쌈밥                    | 이녕                |
| 지라라                  | 하창봉 (탈락)       |

## 어몽어스
- 1위 : 성시훈 (250점)
- 공동2위 : 세모덕, 이녕, 지라라 (150점)
- 공동5위 : 더빙레이디, 도읍지, 홀릿 (100점)
- 공동8위 : 쌈밥, 뽀글이 (50점)

### 데스매치: 술래잡기
- 승 (생존) : 뽀글이 (7)
- 패 (탈락) : 쌈밥 (4)

## 카트라이더 러쉬플러스

### 팀 이어달리기
- 1위 : 홀릿 & 도읍지
- 2위 : 세모덕 & 성시훈
- 3위 : 지라라 & 이녕
- 4위 (탈락) : 뽀글이 & 더빙레이디

### 팀 아이템전
- 승 (결승 진출) : 홀릿, 도읍지, 지라라
- 패 (개인 스피드전 진출) : 세모덕, 성시훈, 이녕

### 개인 스피드전
- 1위 (결승 진출) : 세모덕
- 2위 (탈락) : 성시훈
- 3위 (탈락) : 이녕

## 카트라이더-패자부활전

### 개인 스피드전
1위에게는 팀 이어달리기에서의 팀원 우선 선택권이 주어진다.
- 1위 : 하창봉
- 2위 : 뽀글이
- 3위 : 더빙레이디
- 4위 : 쌈밥
- 5위 : 이녕
- 6위 : 성시훈

### 팀 이어달리기
- 1위 : 하창봉 & 쌈밥
- 2위 : 뽀글이 & 성시훈
- 3위 (탈락) : 더빙레이디 & 이녕

### 팀 스피드전
- 승 (결승 진출) : 하창봉 & 쌈밥
- 패 (탈락) : 뽀글이 & 성시훈

## 파이널
매 라운드 이긴 팀의 팀원은 포인트를 얻는다. 탈락자들과 코치들은 포인트를 얻지 않는 조건으로 경기에 참여했다.

### 와일드 리프트
탈락자들도 경기에 참여하지만, 탈락자들은 승리해도 포인트를 얻지는 못한다. 도읍지, 세모덕, 홀릿이 100점씩 획득했다.
- 블루팀 (승) : 도읍지, 세모덕, 홀릿, 성시훈, 더빙레이디
- 레드팀 (패) : 쌈밥, 지라라, 하창봉, 뽀글이, 이녕

### 어몽어스
결승 진출자 6명과 코치 테스터훈, 양띵까지 8명이 참여했다. (코치들은 포인트를 얻지 못한다.) 총 세 번 진행되며, 매번 승리팀 생존자는 100점, 승리팀 사망자는 50점, 진 팀은 0점을 얻는다.
- 도읍지 : 100+250=350점
- 홀릿 : 100+100=200점
- 쌈밥 : 0+200=200점
- 하창봉 : 0+200=200점
- 세모덕 : 100+50=150점
- 지라라 : 0+150=150점

### 카트라이더 러쉬플러스
매 경기마다 1위는 100점, 2위는 70점, 3위는 50점, 4위는 30점, 5위와 6위는 0점을 얻는다.
- 개인 스피드전 : 하창봉(+100), 홀릿(+70), 쌈밥(+50), 세모덕(+30), 지라라(+0), 도읍지(+0)
- 개인 아이템전 : 세모덕(+100), 쌈밥(+70), 도읍지(+50), 하창봉(+30), 홀릿(+0), 지라라(+0)

## 종합 순위
괄호 안 점수는 파이널에서 얻은 점수다.
- 1위 : 도읍지(400점)
- 2위 : 하창봉(330점)
- 3위 : 쌈밥(320점)
- 4위 : 세모덕(280점)
- 5위 : 홀릿(270점)
- 6위 : 지라라(150점)
- 7위 : 성시훈
- 8위 : 이녕
- 9위 : 뽀글이
- 9위 : 더빙레이디